# Ian Livingstone
Ian Paul Livingstone (Londen, 4 juli 1969) is een Britse componist van televisieseries, films en computerspellen. Hij won in 2011 een Ivor Novello Award voor een videogamesoundtrack voor Napoleon: Total War. Hij is klassiek geschoold vanaf zijn vijfde en heeft een achtergrond als pop/dance muziek producer, bandlid en sessiemuzikant. Hij is afgestudeerd aan de Salford University. Hij heeft ook reclamejingles geproduceerd voor verschillende bedrijven.

## Filmografie
| Jaar    | Titel                                  |
| ------- | -------------------------------------- |
| 1999    | Football World Manager 2000            |
| 2000    | StarLancer                             |
| 2000    | Star Trek: Invasion                    |
| 2001    | Lego Creator: Harry Potter             |
| 2002    | Treasure Planet                        |
| 2003    | X2 - Wolverine's Revenge               |
| 2003    | Sinbad: Legend of the Seven Seas       |
| 2003    | Buffy the Vampire Slayer: Chaos Bleeds |
| 2003    | Psychic Secrets Revealed               |
| 2003    | Warhammer 40,000: Fire Warrior         |
| 2003    | Mace Griffin Bounty Hunter             |
| 2005    | Stolen                                 |
| 2005    | Predator: Concrete Jungle              |
| 2005    | Batman Begins                          |
| 2005    | The King Maker                         |
| 2006    | The Ferocious Mr Fixit                 |
| 2006    | Bionicle Heroes                        |
| 2007    | Boom Boom Rocket                       |
| 2007    | Dungeons & Dragons: Tactics            |
| 2007    | Body Image                             |
| 2007    | Company of Heroes: Opposing Fronts     |
| 2007    | Extraordinary People                   |
| 2007    | Barclays Premier League World          |
| 2008    | The Man Who Lives with Bears           |
| 2008    | Race Driver: Grid                      |
| 2008    | Monopoly Here & Now: The World Edition |
| 2008    | Mermaid Girl                           |
| 2008-10 | Cutting Edge (televisieserie)          |
| 2009    | Trivial Pursuit (computerspel)         |
| 2009    | Stranger Among Bears                   |
| 2009    | Battlefield 1943                       |
| 2009    | Mermaid Girl: A New Chapter            |
| 2009    | Daredevils                             |
| 2009    | Mermaid Girl: The Last Six Months      |
| 2009    | Isobel                                 |
| 2010    | The Conductor                          |
| 2010    | Napoleon: Total War                    |
| 2010    | Bodyshock                              |
| 2010    | Alone Among Grizzlies                  |
| 2010    | F1 2010                                |
| 2010    | Poor Wee Me                            |
| 2010    | Create                                 |
| 2010    | We Happy Few                           |
| 2011    | Babies Behind Bars                     |
| 2011    | Blonde vs Bear                         |
| 2011    | Demon Exorcist                         |
| 2011    | Survival: Tales from the Wild          |
| 2011    | F1 2011                                |
| 2011    | Forza Motorsport 4                     |
| 2011-13 | Big Fat Gypsy Weddings                 |
| 2012    | The Wedding Proposal                   |
| 2012    | F1 2012                                |
| 2012    | Paranormal Witness                     |
| 2012    | Monsters in My Head                    |
| 2012-14 | My Big Fat American Gypsy Wedding      |
| 2013    | Grid 2                                 |
| 2013    | Total War: Rome II                     |
| 2013    | F1 2013                                |
| 2013-15 | Gypsy Sisters                          |
| 2013-21 | The Great British Sewing Bee           |
| 2014    | Lego The Hobbit: The Video Game        |
| 2014    | GRID Autosport                         |
| 2014    | F1 2014                                |
| 2014    | My Online Bride                        |
| 2014-16 | Scrappers                              |
| 2015    | Total War: Attila                      |
| 2015    | The Caravan                            |
| 2015    | Protecting Our Foster Kids             |
| 2015    | The Messenger                          |
| 2015    | Mermaid Girl: Shiloh's Journey         |
| 2015    | LEGO Dimensions                        |
| 2015    | Close to the Edge                      |
| 2016    | Lego Marvel's Avengers                 |
| 2016    | Shadow of the Beast                    |
| 2016    | Total War: Warhammer                   |
| 2017    | A New Life in Oz                       |
| 2017    | Total War: Warhammer II                |
| 2017    | LEGO Marvel Super Heroes 2             |
| 2017-21 | The Repair Shop                        |
| 2018    | LEGO The Incredibles                   |
| 2018    | Drinkers Like Me - Adrian Chiles       |
| 2018    | LEGO DC Super Villains                 |
| 2019    | Jumanji: The Video Game                |
| 2020    | Born to Be Different                   |
| 2020    | The Big Flower Fight                   |
| 2020    | The Repair Shop: Fixing Britain        |
| 2020    | The Bidding Room                       |
| 2021    | Gods of Snooker                        |
| 2021    | F1 2021                                |
| 2021    | The Pebble and the Boy                 |
| N/A     | Book of Love (film)                    |